# Airco DH.2
Az Airco DH.2 egy brit gyártmányú együléses, tolólégcsavaros korai vadászrepülőgép volt az első világháborúban. Mivel a háború első szakaszában az antant még nem rendelkezett a légcsavaron át tüzelő géppuska technológiájával, hasonló konstrukciókkal próbáltak szembeszállni a német technológiai előnnyel. 

## Története
Az első légicsatákban a pilóták pisztollyal és karabéllyal lövöldöztek egymásra, de hamar rájöttek a géppuskák használhatóságára. Mivel azonban a britek kezdetben nem tudtak géppuskával átlőni a légcsavaron (ezt a németek oldották meg először), Geoffrey de Havilland a brit Airco gyár főkonstruktőre tolólégcsavaros repülőgépet tervezett, ahol a motor és a propeller a pilóta háta mögött helyezkedett el (így ez a probléma nem jelentkezett). A kétüléses DH.1 tapasztalatai alapján 1915 elején megtervezte annak kisebb, együléses változatát, a DH.2-t, amelyet főleg vadászkíséretnek szántak a felderítő gépek számára. A prototípus júliusban szállt fel először.
A DH.2 fegyverzete egy 0.303-as (7,7 mm-es) Lewis-géppuska volt, amelyet az eredeti tervek szerint három különböző irányba néző állványra lehetett áthelyezni repülés közben, de a pilóták rájöttek, hogy sokkal egyszerűbb a repülőt fordítani, mint a fegyvert rakosgatni. Emiatt végül csak a középső, előre néző állvány maradt meg, bár a parancsnokság ragaszkodott hozzá, hogy az odaerősítés ne legyen végleges és egy kapocs eltávolítása után a géppuska levehető legyen.
A DH.2-k többségét egy 100 lóerős Gnôme Monosoupape forgómotor hajtotta; a későbbi sorozatok 110 lóerős Le Rhône 9J motort kaptak.
Az Airco összesen 453 db DH.2-t gyártott.

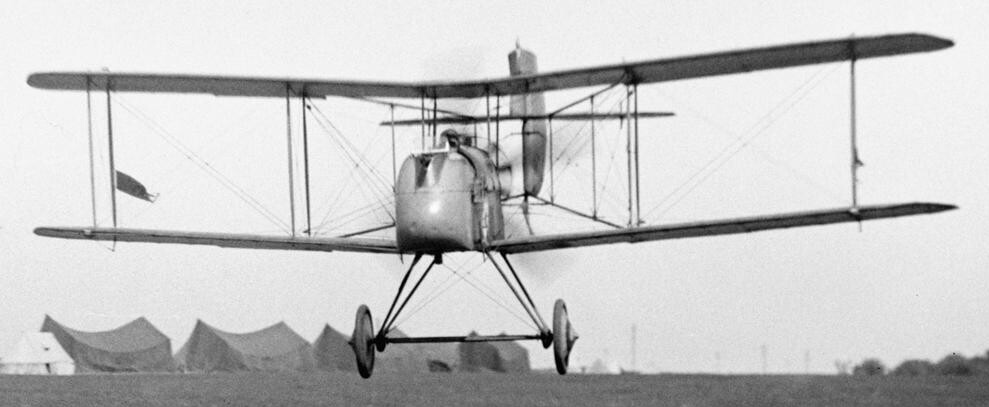
Felszálló DH.2 a franciaországi Beauvel repülőterén

Az első tesztrepülések után egy DH.2-t átszállítottak Franciaországba, hogy harctéri körülmények között is kipróbálják. A gépet azonban lelőtték, pilótája életét vesztette; a németek pedig megjavították a lezuhant repülőt. Az első repülőszázad, amelyet Airco DH.2-esekkel is felszereltek (és az első, amelyik csak együléses vadászgépekből állt) a No. 24 Squadron volt, amelyik 1916 februárjában került a frontra. Végül hét repülőszázadot szereltek fel a típussal és igen jól teljesített a Fokker Eindeckerekkel szemben. Jelentős szerep jutott nekik a somme-i csata légiharcaiban; egyedül a No. 24 Squadron 774 légicsatában vett részt és 44 ellenséges repülőt lőtt le. A DH.2 egyik hátránya volt, hogy igen érzékeny irányítása miatt a kezdő pilóták könnyen lezuhantak vele (ezért "pörgő krematóriumnak" is csúfolták) Gyakorlott kézben azonban igen fordulékony, jól irányítható gépnek bizonyult. A hátul elhelyezett forgómotor miatt könnyen átesett, de a középen lévő súlypont miatt manőverezési képessége a korabeli repülők között kiválónak minősült.
1916 szeptemberében megjelentek a fronton az új típusú kétfedelű, elöllégcsavaros, propelleren át tüzelő német vadászrepülők, a Halberstadt D.II és az Albatros D.I, az Airco DH.2 pedig hamar elavult. 1917 júniusáig maradt frontszolgálatban, míg az utolsó századokat is fel nem szerelték modernebb utódjával, az Airco DH.5-tel. Néhány darab azonban továbbra is harcolt a macedóniai fronton, a Sínai-félszigeten és Palesztinában. 1918-ban már csak oktatógépnek használták haladó pilóták számára. A háború végére valamennyit visszavonták és egyetlen példánya sem maradt fenn.

## Ászpilóták
A korai brit ászpilóták közül többen is DH.2-n repültek. Ilyen volt az első, aki megszerezte a repülőász minősítést, Lanoe Hawker (bár hét győzelme közül egyiket sem ezzel a típussal érte el) és éppen egy DH.2-vel repült, amikor Manfred von Richthofen 1916. november 23-án lelőtte. A 19 győzelmet elérő Alan Wilkinson az első tíz ellenséges gépet DH.2-vel semmisítette meg. A No. 32 Squadron parancsnoka, Lionel Rees 1916. július 1-én egy ilyen repülőben ülve egyedül támadott rá egy tíz német kétülésesből álló kötelékre és kettőt lelőtt közülük; ezért elnyerte a Viktória-keresztet. James McCudden, a Brit Birodalom negyedik legtöbb győzelmet gyűjtő ászpilótája is DH.2-vel lőtte le az első ellenfeleit. Összesen 14 brit pilóta lőtt ki legalább öt német repülőgépet DH.2-sel.
| Név                          | Győzelem DH.2-vel |
| Patrick Anthony Langan-Byrne | 10                |
| Alan Wilkinson               | 10                |
| Selden Long                  | 9                 |
| Arthur Gerald Knight         | 8                 |
| Eric C. Pashley              | 8                 |
| John Oliver Andrews          | 7                 |
| Sidney Cowan                 | 7                 |
| Hubert Jones                 | 7                 |
| William Curphey              | 6                 |
| Stanley Cockerell            | 5                 |
| Henry Evans                  | 5                 |
| James McCudden               | 5                 |
| Robert Saundby               | 5                 |
| Harry Wood                   | 5                 |

## Rendszeresítő országok
Egyesült Királyság
- Királyi Repülő-hadtest,  Brit Királyi Légierő – (5.,11., 17., 18., 24., 29., 32., 41., 47., 111. repülőszázadok)

## Műszaki paraméterei
- személyzet: 1 fő
- szárnyfesztávolság: 8,61 m
- törzshossz: 7,69 m
- magasság: 2,91 m
- üres súly: 428 kg
- felszállósúly: 654 kg
- maximális sebesség: 150 km/h
- maximális magasság: 4265 m
- hatótáv: 400 km

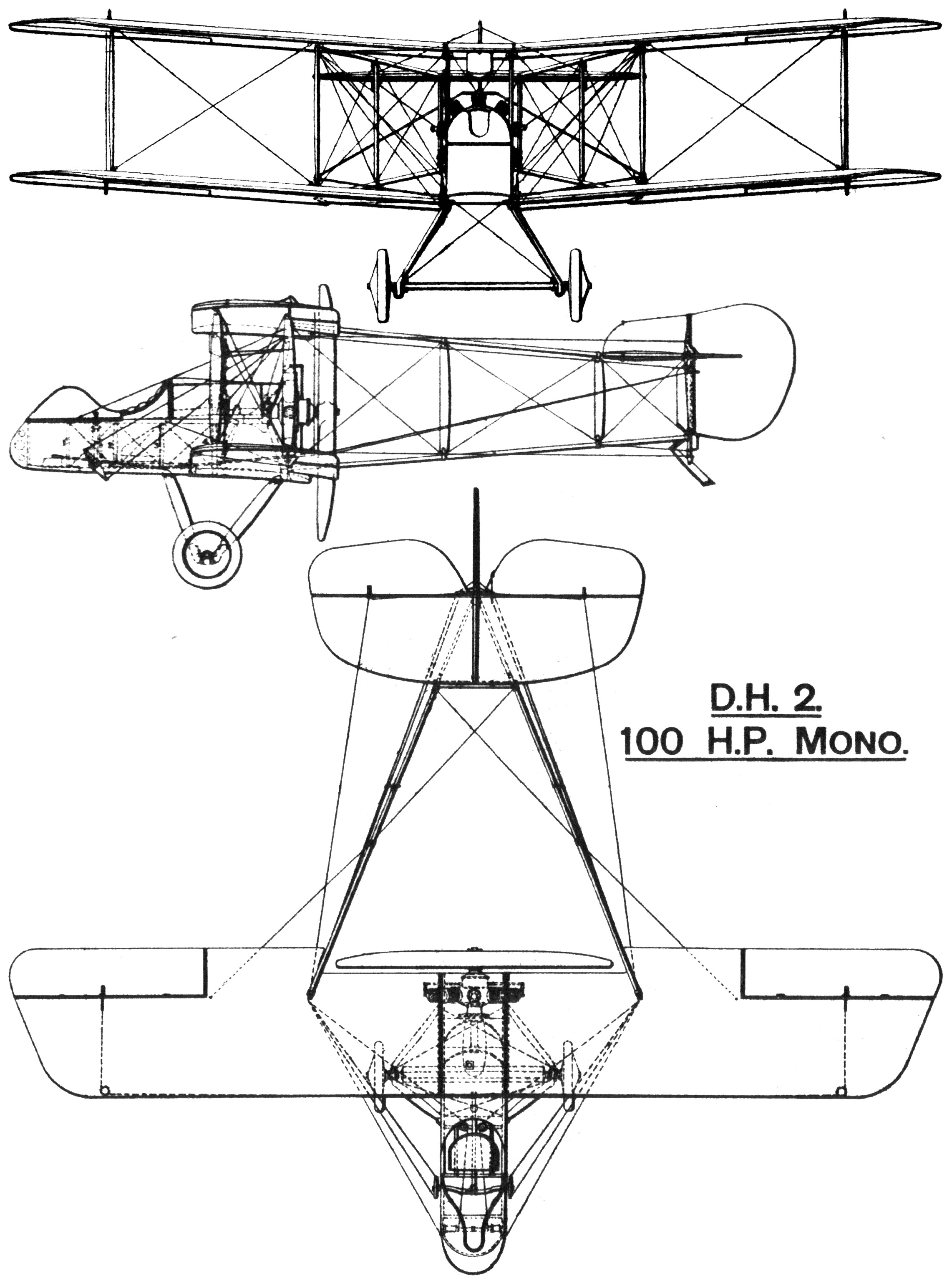
Az Airco DH.2 tervrajza

- hajtómű: 1 db 100 lóerős Gnôme Monosoupape forgómotor
- fegyverzet: 1 db .303 (7,7 mm) kaliberű Lewis-géppuska, 47 töltényes tárakkal

## Fordítás
- Ez a szócikk részben vagy egészben  az   Airco DH.2 című angol Wikipédia-szócikk ezen változatának fordításán alapul.  Az eredeti cikk szerkesztőit annak laptörténete sorolja fel. Ez a jelzés csupán a megfogalmazás eredetét és a szerzői jogokat jelzi, nem szolgál a cikkben szereplő információk forrásmegjelöléseként.